# Ночь Доктора
«Ночь Доктора» (англ. The Night of the Doctor) — мини-эпизод британского научно-фантастического телесериала «Доктор Кто». Премьера «Ночи Доктора» состоялась 14 ноября 2013 года на сервисах YouTube, BBC iPlayer и BBC Red Button как часть масштабного проекта по празднованию 50-летия сериала. Снятый по сценарию Стивена Моффата мини-эпизод считается последним, в котором появился Пол Макганн в роли Восьмого Доктора.
Эта история предшествует событиям «Дня Доктора» и описывает ранее не показанные эпизоды из жизни восьмого воплощения Повелителя времени (Пол МакГанн), искусственным путём регенерировавшего в Военного Доктора (Джон Хёрт), которому предстоит принять участие в Войне времени. Это первое появление МакГанна в сериале, не считая телевизионного фильма 1996 года.

## Сюжет
Небольшой космический корабль терпит крушение на планету Карн, будучи подбитым в бою. К счастью, до падения на нём оказывается ТАРДИС Доктора, готового спасти единственного пассажира — девушку Касс. Но она, узнав о том, что Доктор — Повелитель Времени, тут же отказывается от его помощи, потому что считает, что между далеками и Повелителями Времени «уже нет никакой разницы» — из-за ужасов Войны Времени. Несмотря на это Доктор всё равно стремится помочь Касс, из-за чего они оба разбиваются на Карне…
Сёстры Карна воскрешают Доктора, но только на 4 с лишним минуты. Охила, глава Сестёр, говорит Доктору о необходимости выпить их зелье для регенерации, потому что «Вселенная на грани уничтожения», — им нужен Повелитель Времени, способный прекратить Войну, и Доктор не должен умереть. Несколько минут Доктор отказывается, рассуждая, что не будет участвовать в Войне, но по истечении данного времени он соглашается на регенерацию с помощью эликсира и выбирает следующую свою сущность — сущность Воина… После болезненной регенерации новый Доктор отрекается от своего выдуманного имени — «больше не Доктор»…

### Связь с другими приключениями
- Перед своей регенерацией Доктор упоминает Чарли Поллард, К’ризза, Люси Миилер, Тэмзин Дрю и Молли О’Салливан — все эти персонажи являлись спутниками Повелителя Времени в аудиопостановках производства Big Finish Productions[англ.][6]. Эта отсылка стала первым случаем, когда аудиопостановки Big Finish каким-либо образом оказываются связанными с основным сериалом[7].
- Карн и Сестринство Карна встречаются в двух аудиоприключениях Восьмого Доктора, однако впервые они были показаны в серии «Мозг Морбиуса» с участием Четвёртого Доктора[7].
- Имя одной из сестёр — Охила. Похожее имя (Охика) носила главная жрица Карна в серии «Мозг Морбиуса». Связь между персонажами до сих пор не раскрыта[8].

## Производство

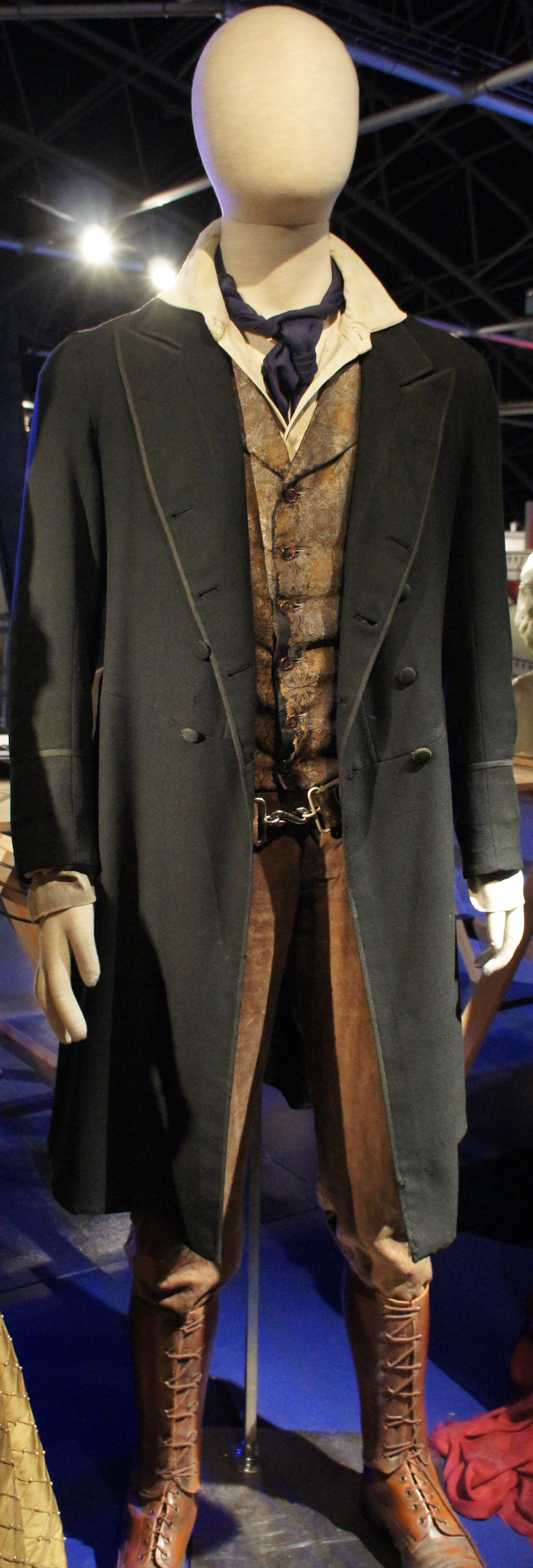
Костюм Восьмого Доктора из мини-эпизода

Идея создания «Ночи Доктора» пришла к Стивену Моффату после появления в эпизоде «Имя Доктора» ранее неизвестной инкарнации Доктора (ныне известной как Военный Доктор). В результате сценарист решил, что ему самому хотелось бы узнать, откуда это воплощение Повелителя Времени взялось и что наилучшим решением будет показать регенерацию Восьмого Доктора, которую Моффат также не отказался бы увидеть. Связавшись с Полом МакГанном, исполнителем роли Восьмого Доктора, и получив его согласие на участие в съёмках, Моффат приступил к работе над новым мини-эпизодом, который стал не только приятным сюрпризом для поклонников, но и приквелом к серии «День Доктора».
Съёмки эпизода проходили 7—8 мая в студии Roath Lock; первый из двух съёмочных дней был посвящён сценам на планете Карн, второй — на корабле Касс. Также большое внимание было уделено костюму Доктора — выбирая между дизайном Говарда Бёрдена, представленным в фильме 1996 года, и одеждой, которую носил Повелитель Времени в радиопостановках, Моффат остановился на первом варианте, но решил добавить несколько деталей, чтобы Доктор меньше походил на «джентльмена» и больше на «авантюриста». Примерно в то же время были опубликованы фотографии Пола МакГанна на фоне консоли ТАРДИС Одиннадцатого Доктора.

## Показ и отзывы
Трансляция «Ночи Доктора» стала полной неожиданностью для зрителей, поскольку первое сообщение о ней появилось в социальной сети Twitter за час до назначенного времени. Не меньшим шоком стало появление в мини-эпизоде Восьмого Доктора. Согласно планам создателей эпизод должен был выйти на неделе, посвящённой празднованию 50-летию сериала, но впоследствии дату премьера передвинули на более ранний срок, так как существовал риск, что ни сам эпизод, ни участие Пола МаГанна в нём никто из зрителей может не заметить.. Журнал The Atlantic назвал «Ночь Доктора» одним из лучших телевизионных эпизодов 2013 года.
Эпизод стал доступен для просмотра через сервисы YouTube, BBC iPlayer и BBC Red Button. В первую же неделю он собрал 2,5 миллиона просмотров. Возвращение Пола МакГанна было встречено более чем положительно: зрители провели кампанию с целью уговорить руководство BBC выпустить спин-офф о приключениях Восьмого Доктора, петиция на сайте Change.org собрала более 15 000 подписей.
Канал BBC America, в честь 50-й годовщины «Доктора Кто», показал подряд «Ночь Доктора», «День Доктора», вырезанные сцены, а также последний эпизод с участием Мэтта Смита и документальную серию, в которой создатели прощались с ним.

### Реакция поклонников
После выхода данного мини-эпизода поклонники сериала потребовали у BBC выпустить спин-офф, рассказывающий о приключениях Восьмого Доктора, кроссоверы с участием Пола Макганна и Питера Капальди или больше мини-эпизодов и сцен с восьмым воплощением Доктора. С этой целью на сайте Change.org была создана петиция, которую только в ноябре должны были подписать по меньшей мере 15 000 человек; когда нужное количество было достигнуто, петицию расширили до 25 000 подписей, но в итоге было собрано около 20 000. Пол МакГанн подтвердил, что открыт для предложений о возвращении в шоу и что самолично поставил свою подпись под петицией. Эмма Кэмпбелл-Джонс, исполнительница роли Касс, также высказала готовность вернуться к своей роли, отметив, что существует вероятность того, что Касс может оказаться жива и «увидит, что он — хороший Доктор».
Тем не менее шоураннер «Доктора Кто» Стивен Моффат заявил, что идея подобного спин-оффа рассматриваться не будет, а единственным кроссовером между разными воплощениями Доктора станет спецвыпуск к 50-летию сериала. Также он отметил, что важным является не столько сам факт появления МакГанна в мини-эпизоде, сколько ажиотаж среди зрителей и поклонников сериала, вызванный этим появлением, и что в дальнейшем выйдут другие качественные мини-эпизоды, которые удивят как зрителей, так и BBC.

## Издание на DVD и Blu-Ray
Эпизод был включён в качестве дополнительного контента в DVD и Blu-Ray спецвыпуска «День Доктора». Кроме того, был выпущен бокс-сет «Доктор Кто: Коллекционное издание к 50-летию сериала», на котором, среди прочего, можно найти и мини-эпизод «Ночь Доктора».

### Комментарии
1. ↑  Стивен Моффат в одном из интервью сказал, что считает «Ночь Доктора» мини-эпизодом, почти серией «Доктора Кто», а не приквелом: «всё это истории о Докторе, — часть одного большого целого».